# Mario von Hacht
Mario von Hacht (* 20. Jahrhundert) ist ein Produzent und Musiker aus Hamburg, der auch unter Pseudonymen wie Super Mario, Molly Hartmann, Tallgoddess, Visitors oder Visit Venus (gemeinsam mit DJ Coolmann) veröffentlicht. Er gilt als einer der bekanntesten Produzenten und Remixer des deutschen Hip-Hop.

## Karriere
Zu den von ihm produzierten Bands und Künstlern gehören unter anderem Fettes Brot, Fischmob, Der Tobi & das Bo, Fünf Sterne Deluxe und Eins Zwo. Remixe fertigte von Hacht unter anderem für die Fantastischen Vier, DJ Koze, Wolfsheim und Cora E an. Als Musiker bewegt er sich hauptsächlich im Electronica- und Ambientbereich, so mit seinen Projekten Molly Hartmann, Visitors und Visit Venus (gemeinsam mit Mario Cullmann von Fünf Sterne Deluxe).

## Diskografie (Auswahl)
Eigene Projekte:
- 1990: Taylor & Bass feat. Satch-Mo: You All Over Me (101 Records / SPV)
- 1995: Disco Tunes: Let It Take You / Misunderstud (Container Records)
- 1995: Visit Venus: Music for Space Tourism Vol. 1 (Yo Mama)
- 1996: Molly Hartmann: Ambient für Berufskraftfahrer (Plattenmeister)
- 1996: Visit Venus: Magic Fly Variations (Yo Mama)
- 1998: Larsen & van Hacht: Reflexion (Container Records)
- 1998: Visit Venus: The Endless Bummer (Yo Mama)
- 1999: Visit Venus: The Big Tilt (Yo Mama)
- 2002: Visitors: Visitors (Beats Beyond)
- 2002: Visitors: Terms of Ability (Brazil 5000 Vol.1 - 5000 records)
- 2002: Visitors: Five Hours Left (Brazil 5000 Vol.2 - 5000 records)
- 2003: Tallgoddess: Tallgoddess EP (5000 records)
- 2007: Visitors: Format C (Brazil 5000 Vol.5 - 5000 records)
- 2010: Visitors: FTP (Brazil 5000 Vol.6 - 5000 records)

Produktion:
- 1992: Easy Business: A Safari from the so Called Sarah Complex Straight to the Land of Easeful Rap Tunes (Container Records)
- 1993: Easy Business: Playin It Cool (Yo Mama)
- 1994: Der Tobi & das Bo: Der Racka / Realität (Yo Mama)
- 1994: Easy Business: Encyclopedia (Intercord)
- 1994: Easy Business: Another Style Another Home (Intercord)
- 1994: Fettes Brot: Mitschnacker (Yo Mama)
- 1995: Fettes Brot: Nordisch by Nature (Intercord)
- 1995: Fettes Brot: Auf einem Auge blöd (Intercord)
- 1995: Adolf Noise: Büsum / Heißen Sie? (Plattenmeister)
- 1995: Der Tobi & das Bo: Genie & Wahnsinn liegen dicht beieinander (Metronome)
- 1996: Fettes Brot: Jein (Intercord)
- 1996: Butter: So long (Yo Mama)
- 1996: Vers Chaoten: Dunkle Energie (Yo Mama)
- 1996: Daniel Klein: Never trust (Container Records)
- 1996: Butter: Happy (Yo Mama)
- 1996: Fettes Brot: Außen Top Hits, innen Geschmack (Intercord)
- 1997: Fettes Brot: Sekt oder Selters (Intercord)
- 1998: Aleksey: Mikrokosmos (RCA)
- 1998: Clubkraft: Das Erste Mal (Warner)
- 1998: Clubkraft: Auf der Suche nach dem Gleichgewicht (Warner)
- 1998: Fischmob: Power (Plattenmeister)
- 1999: Eins Zwo: Gefährliches Halbwissen (Yo Mama)
- 1999: James Last & Fettes Brot: Ruf mich an (Polydor)
- 2000: Stella: Finger on the Trigger for the Years to Come (L’age d’or / Rough Trade)
- 2000: Lotte Ohm: 17 Grad (WEA; Co-Produktion & Abmischung)

Remixe
- 1989: Will King: Backed Up Against the Wall
- 1993: Odyssey: Talk to Me
- 1993: Fresh Familee: Heimat
- 1993: Act of Fear: Lost in Love
- 1994: Mitch Winthrop: Everybody's Going Disco Crazy
- 1994: Lazonby: Sacred Cycles
- 1994: Kastrierte Philosophen: Home / Illusion
- 1995: Der Tobi & das Bo: Is mir egal
- 1995: Fettes Brot: Männer
- 1995: Lovekrauts: Boogie Street
- 1995: Arme Ritter: Disco 95
- 1995: Die Fantastischen Vier: Sie ist weg
- 1996: Cora E: Schlüsselkind
- 1996: Fettes Brot: Können diese Augen lügen
- 1996: Fettes Brot: Jein
- 1996: Stieber Twins: Fenster zum Hof
- 1996: Fettes Brot: Mal sehen
- 1996: Cunnie Williams: Here We Go
- 1997: Gary D.: Ice Machine Head
- 1997: George: Love Me All the Way
- 1998: Fischmob: Du (Äh, Du)
- 1998: Cappuccino: Eisbär
- 1999: Rah Band: Clouds Across the Moon
- 1999: Die Fantastischen Vier: Le Smou
- 1999: Maxim Rad: Sunny
- 1999: Mikolajewicz: Ernte 23
- 2000: Lotte Ohm: Mr. Vertigo
- 2000: DJ Koze: Music Is Okay
- 2000: Schönheitsfehler: Duo statt solo
- 2000: Jaw: Alec Is Amused
- 2000: Pierre Henry: Symphonie pur un homme seul
- 2000: Ann Lee: Ring My Bell
- 2000: Deichkind: Weit weg
- 2001: Blumentopf: Eins A
- 2003: Wolfsheim: Kein zurück
- 2003: EDX & Leon Klein Pres. Ivano P.: I Need Love